# Annie-Mary à la folie !
Pour plus de détails, voir Fiche technique et Distribution.
Annie-Mary à la folie ! (Very Annie Mary) est un film britannique de Sara Sugarman, sorti en 2002.

## Synopsis
À Pontycymer, Annie-Mary donne des cours des chats et espère toujours faire carrière dans la musique. Adolescente, elle a gagné une compétition du chant, mais avait du abandonner ses rêves à cause de la maladie de sa mère.

## Fiche technique
- Titre : Annie-Mary à la folie !
- Titre original : Very Annie Mary
- Réalisation : Sara Sugarman
- Scénario : Sara Sugarman
- Musique : Stephen Warbeck
- Photographie : Barry Ackroyd
- Montage : Robin Sales
- Production : Graham Broadbent et Damian Jones
- Société de production : Canal+, Dragon Pictures et FilmFour
- Pays :  Royaume-Uni et  France
- Genre : Comédie et film musical
- Durée : 104 minutes
- Dates de sortie : 
  - Royaume-Uni : 25 mai 2001
  - France : 27 février 2002

## Distribution
- Rachel Griffiths : Annie Mary Pugh
- Jonathan Pryce : Jack Pugh
- Ioan Gruffudd : Hob
- Matthew Rhys : Nob
- Ruth Madoc : Mme. Ifans
- Josh Richards : M. Bevan
- Joanna Page : Bethan Bevan
- Rhys Miles Thomas : Colin Thomas
- Rhodri Hugh : Mervin
- Kenneth Griffith : ministre